# Liste der Monuments historiques in Obermorschwiller
Die Liste der Monuments historiques in Obermorschwiller führt die Monuments historiques in der französischen Gemeinde Obermorschwiller auf.

## Liste der Bauwerke
| Bezeichnung         | Beschreibung                                                                           | Standort               | Kennzeichnung | Schutzstatus | Datum | Bild           |
| ------------------- | -------------------------------------------------------------------------------------- | ---------------------- | ------------- | ------------ | ----- | -------------- |
| Kirche St-Sébastien | ehemaliger Chorturm, 12. Jahrhundert, heute Sakristei; 1778 Neubau von Chor und Schiff | Rue de l’Église (Lage) | PA68000025    | Inscrit      | 1999  | weitere Bilder |